# Marcus Schiffer
Marcus Schiffer (* 28. Juli 1987 in Köln) ist ein deutscher Motocrossfahrer.
Er startet mit der Nummer 287 bei ausgesuchten Rennen der MXGP sowie national bei den ADAC MX-Masters und der DM. Im Jahr 2012 gewann er mit Ken Roczen und Maximilian Nagl erstmals den Teamweltmeistertitel im Motocross für Deutschland.